# Нововарваровка
Новова́рваровка — село в Анучинском районе Приморского края. Входит в состав Анучинского сельского поселения.

## География
Село находится на левом берегу реки Арсеньевка, на автотрассе 05Н-100 «Осиновка — Рудная Пристань», на расстоянии примерно 7 км к западу от села Анучино, административного центра района.

## Население
| 2001 | 2002 | 2010 |
| ---- | ---- | ---- |
| 255  | ↘243 | ↘180 |

## Улицы
| - ул. Димитрова, - ул. Комарова, - ул. Кубанская, | - ул. Ленинская, - ул. Полевая, - ул. Центральная. |

## Экономика
Сельскохозяйственные предприятия Анучинского района.

## Известные уроженцы
- Олейник, Пётр Михайлович (1957—2011) — украинский государственный деятель.